# Le Wagon
Le Wagon était un squat, lieu de vie communautaire et de culture alternative, lié au mouvement punk, situé à Saint-Brieuc, actif de 1997 à 2004,,.

## Histoire

### Création
Pendant l'hiver 1997, la ville de Saint-Brieuc et les services de l'État proposent à une quinzaine de jeunes punks sans logement, qui venaient d'être expulsés d'un squat, une solution provisoire de relogement dans un wagon désaffecté au port du Légué. Dès 1998, un groupe d’intérêt public est créé, comprenant la municipalité, le conseil général et la préfecture, pour trouver un « projet d'habitat adapté ». Les débats dureront 7 ans sans réellement aboutir.

### Action culturelle
Une association est créée pour proposer des projets culturels, dénommée la « sauce aux gravos ». À proximité du Wagon se trouvent un ancien bâtiment de gare, ancien lieu d'accueil de soirées cabaret, et un hangar pouvant accueillir 400 personnes. Le lieu a accueilli plusieurs centaines de concerts de punk rock, des ateliers de dessin et des créations théâtrales (quatre créations au total).

### Montée des tensions
L'absence de mesures de sécurité, et la proximité du port a engendré 4 accidents mortels de jeunes en 4 ans. La Chambre de commerce et d'industrie étant propriétaire d'un des bâtiments, son président est mis en examen à l'issue d'un des décès. D'autre part, des projets d'aménagement du port vont également accélérer la demande d'expulsion du lieu.

### Évacuation et démolition
Le vendredi 15 octobre 2004 au matin, les 23 personnes qui vivaient sur place sont expulsées par une cinquantaine de policiers, ainsi qu'un demi-escadron de gendarmerie, des hommes du GIPN, et des plongeurs de la gendarmerie dans le port du Légué. Toutes les structures existantes sont immédiatement détruites. Une manifestation de soutien, organisée le samedi 23 octobre, réunit 500 personnes. Mais aucune solution de relogement n'est proposée par la suite,,.

## Documentaire
Le Wagon a donné lieu à un documentaire de 52 minutes, Home Squat, le wagon des punks, réalisé en 2004 par Larbi Benchiha (coproduction Aligal Production et France 3 Ouest, avec la participation du CNC, du Procirep et de la Région Bretagne).